# Tracheoides
Tracheoides är ett släkte av fjärilar. Tracheoides ingår i familjen nattflyn.
Kladogram enligt Catalogue of Life:
| Tracheoides | \| \| Tracheoides modesta \| \| \| \| \| \| Tracheoides tamsi \| \| \| \| |
|             | \| \| Tracheoides modesta \| \| \| \| \| \| Tracheoides tamsi \| \| \| \| |
|             | Tracheoides modesta                                                       |
|             |                                                                           |
|             | Tracheoides tamsi                                                         |
|             |                                                                           |